# SpongeBob Schwammkopf

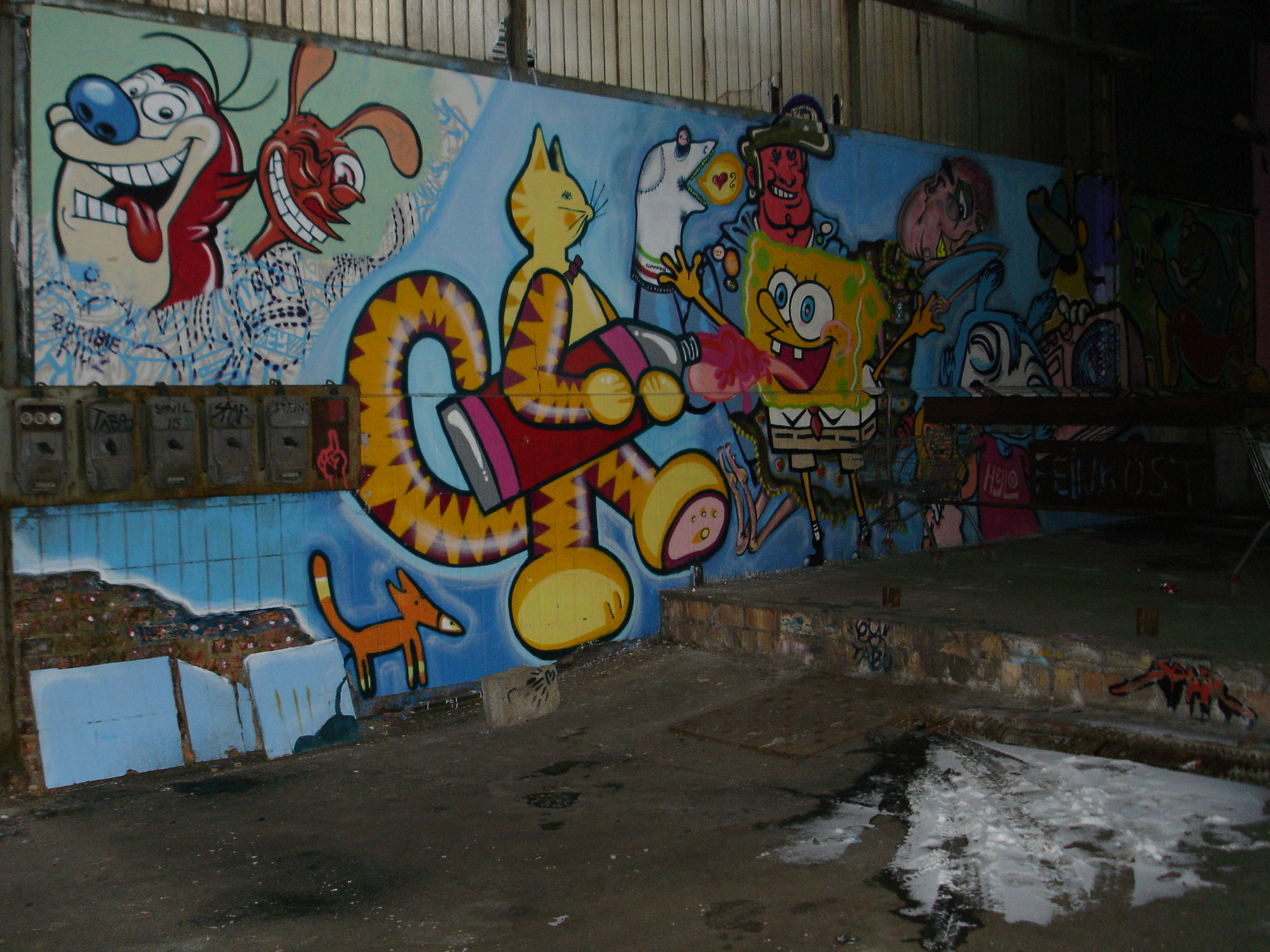
SpongeBob-Graffito (Mitte, hinten)

SpongeBob Schwammkopf (Originaltitel: SpongeBob SquarePants) ist eine US-amerikanische Zeichentrickserie, die 1998 vom amerikanischen Meeresbiologen und Trickfilmproduzenten Stephen Hillenburg entwickelt wurde. Sie verzeichnet vor allem in den USA, aber auch im deutschsprachigen Raum einen sehr großen Publikumszuspruch. Die deutsche Erstaufführung erfolgte im August 2002.
Die Serie handelt von den Erlebnissen eines gleichnamigen Schwamms (englisch sponge), der mit weiteren Meerestieren in der am Meeresgrund gelegenen Stadt Bikini Bottom lebt.

## Inhalt

### Rahmenhandlung
Die Serie erzählt die alltäglichen Abenteuer des titelgebenden Protagonisten, SpongeBob Schwammkopf. Er arbeitet in einem Fast-Food-Restaurant namens „Krosse Krabbe“ und erlebt nicht nur an seinem Arbeitsplatz, sondern auch in der Stadt und deren Umgebung allerlei Abenteuer. Dabei orientiert sich die Serie an Alltagssituationen, wie sie auch in der realen Welt auftreten können (z. B. Beziehungskrisen oder Unfälle am Arbeitsplatz). Meist sind diese Situationen bewusst übertrieben dargestellt, auch die Art der Konfliktlösung ist oft eher skurril oder lächerlich. In einigen Situationen werden auch gesellschaftliche Themen (z. B. Adoption) und Klischees (z. B. jenes vom Inbegriff angeblicher Männlichkeit) aufgegriffen und teilweise parodiert.

### Ort der Handlung
So gut wie die gesamte Handlung der Serie findet am Meeresboden in der fiktiven Ortschaft „Bikini Bottom“ statt, in der die Figuren der Serie ihr Leben führen. Die Stadt besteht aus mehreren Stadtteilen und Gebieten, die Einwohnerzahl variiert von Folge zu Folge zwischen 500 und 50.000 Bewohnern. Die Stadt soll am Fuße des Bikini-Atolls liegen (woher auch ihr Name stammt) – von der Oberfläche ist aber, wenn überhaupt, nur eine kleine Insel mit drei Palmen zu sehen, die zum Beispiel beim Wechsel von Tageszeiten gezeigt wird.

### Besondere Orte in Bikini Bottom
Im Folgenden sind besondere Orte in Bikini Bottom aufgelistet. Jedes Gebäude hat zumeist eine Form, die sowohl ihren Zweck widerspiegelt, als auch typisches Strandgut darstellt. Einfache Wohnhäuser sind ein- oder mehrstöckig und aus verloren gegangenen Auspuffen gefertigt, die aus dem Boden ragen.
- Die Krosse Krabbe ist ein Fast-Food-Restaurant unter der Leitung von Mr. Krabs sowie SpongeBobs und Thaddäus’ Arbeitsplatz. Es bietet als bekannteste Speise den Krabbenburger an, der so schmackhaft ist, dass das Rezept streng bewacht werden muss und als „Geheimformel“ bezeichnet wird. Die Krosse Krabbe hat die Form einer Hummerfalle und steht im Ruf, sehr schlechte Arbeitsbedingungen zu bieten.
- Der Abfalleimer ist das Restaurant, das von Plankton geleitet wird und direkt gegenüber der Krossen Krabbe liegt. Es hat die Gestalt eines Abfalleimers mit Tragebügel. Es hat fast nie Kunden, weil das Essen ungenießbar und die Inneneinrichtung trostlos ist.
- In den Quallenfeldern gehen SpongeBob und Patrick ihrem Hobby, dem Quallenfischen, nach. Dort finden aber auch einige Abenteuer statt.
- Mrs. Puffs Bootsfahrschule ist die Fahrschule, an der u. a. SpongeBob Schüler ist. Sie besteht aus einem umzäunten Areal inklusive Hindernis-Parcours; das Hauptgebäude ist ein Leuchtturm mit Klassenräumen. Der Parcours wird regelmäßig dank SpongeBobs „Fahrstil“ demoliert.
- Die Goo-Lagune ist ein Strand, der an Bikini Bottom grenzt. Wie der Strand existieren kann, ist fragwürdig, wird aber so erklärt, dass das scheinbare Wasser am Strand kein Wasser ist, sondern Goo, eine Art blauer Schlamm. SpongeBob und Patrick faulenzen häufig dort, Larry ist dort Bademeister oder Rettungsschwimmer und Sandy surft dort regelmäßig.
- Handschuh-Welt (später Handschuh-Universum) ist ein Vergnügungspark, der von SpongeBob und Patrick gerne besucht wird. Im Verlauf der Serie wird der Park mehrfach niedergerissen, sei es durch Planktons Zerstörungswut oder (was häufiger vorkommt) durch SpongeBobs und Patricks unreifes Verhalten.

Daneben existieren weitere Einrichtungen, die als Schauplatz zahlreicher Abenteuer herhalten, zum Beispiel diverse Kolosseen und Stadien, Larrys Fitnessstudio, das Altersheim Shady Shoals, das städtische Gefängnis und der städtische Schrottplatz. Viele dieser Orte dienen auch als regelmäßige Running Gags (zum Beispiel das vorgenannte Altersheim).

### Wiederkehrende Orte außerhalb Bikini Bottoms
- Rock Bottom ist eine Kleinstadt, die in einer tiefen Schlucht liegt und der Tiefsee nachempfunden ist. Dort unten herrscht eine totale Finsternis, die Straßen bestehen aus einer neongrünen Substanz. Die Schriften sind unleserlich und die Einwohner von Rock Bottom sprechen mit einem schwer verständlichen Akzent, wobei sie ihre Zunge rausstrecken.
- Bubble Bottom ist eine Stadt, die gänzlich aus Seifenblasen besteht, sogar die Bewohner sind lebende Seifenblasenwesen. Die Stadt wird regelmäßig zerstört und dank SpongeBobs Seifenblasenkünsten wieder hergestellt.
- New Kelp City ist eine weit entfernte Nachbarstadt, welche New York City nachempfunden ist. Diese Stadt ist groß und äußerst schmutzig, außerdem leben dort viele Obdach- und Arbeitslose. SpongeBob war kurzzeitig der Bürgermeister der Stadt.

Daneben existieren weitere Städte und Ortschaften außerhalb Bikini Bottoms, die entweder bislang nur einmalig vorgekommen sind und/oder gelegentlich nur bei ihren Namen genannt werden. Prominente Beispiele sind: Ukulele Bottom, Atlantis und Tentakel-Paradies (dort dürfen nur Tintenfische wie Thaddäus wohnen).

### Infrastruktur und Alltag
Die Natur und das Klima in Bikini Bottom sind äußerst paradox: Obwohl die Stadt unter Wasser liegt und auch die Handlung am Meeresboden spielt, gibt es Strände mit scheinbarem Wasser (Goo-Lagune), blumenförmige Wolken, Feuer, Regen, Wind, Tornados und sogar Schneefall.
Die Hauptfiguren gehören unterschiedlichen Tiergattungen an, wie sie für die Unterwasserwelt typisch sind, darunter Schwämme (SpongeBob), Seesterne (Patrick), Tintenfische (Thaddäus), Krabben (Mr. Krabs), Hummer (Larry von Lobster), Kugelfische (Mrs. Puff) und Rochen (z. B. Mantarochen). Aber sogar Landlebewesen wie Eichhörnchen (Sandy) und Menschen (Meerjungfraumann und Blaubarschbube) sind vertreten. Die restlichen, einfachen Bewohner Bikini Bottoms sind zum größten Teil anthropomorphe, aufrecht gehende Fische. Weitere Meeresbewohner werden auch in der Serie wie Tiere dargestellt, sie können sogar als Haustiere dienen und haben ein ihnen entsprechendes Äquivalent aus der Landwelt: So sind beispielsweise Quallen den Bienen nachempfunden und leben in Bienenstöcken, Schnecken stellen Hauskatzen dar, Würmer sind Hunde, Muscheln haben Ähnlichkeiten mit Vögeln und Seepferdchen werden wie Pferde dargestellt und behandelt.
Bezahlt wird in Bikini Bottom mit dem Muschel-Dollar, der optisch an den US-Dollar angelehnt ist. Die Stadt scheint Teil eines Königreichs zu sein, an dessen Spitze der absolute Herrscher König Neptun steht, der teilweise sogar wie eine Gottheit verehrt wird und auch dementsprechende Kräfte besitzt. Anstelle von Autos fährt man in Bikini Bottom Boote mit Rädern, sogenannte Bootmobile. Zudem sind Taxen und U-Boot-ähnliche Busse, aber auch Fahrräder mit Schaufelrädern unterwegs.

## Figuren
Es gibt zehn Hauptfiguren.

### Hauptfiguren
Robert „SpongeBob“ Schwammkopf
(im englischen Original SpongeBob SquarePants) ist die Hauptfigur der Serie. Er ist ein gelber, quaderförmiger Schwamm mit aus dem Mund ragenden Vorderzähnen. Er trägt eine kurze braune Hose mit schwarzem Gürtel, ein weißes Hemd und eine rote Krawatte. Er ist künstlerisch sehr begabt, hat eine blühende Fantasie und neigt zu Naivität. SpongeBobs überschäumender Frohsinn und Optimismus sowie seine beinahe aufdringliche Hilfsbereitschaft werden von seinen Mitbürgern oft als belastend empfunden. Mit seinem Haustier, der miauenden Schnecke Gary, wohnt er in einer Ananas, die als zweistöckiges Haus eingerichtet ist. SpongeBobs Hobbys sind Quallenfischen, Seifenblasen blasen und Karate. Er arbeitet im Fast-Food-Restaurant „Krosse Krabbe“ als hochmotivierter und begabter Burgerbrater und ist seinem Chef trotz teils unzumutbarer Arbeitsbedingungen treu ergeben. Bei der praktischen Fahrprüfung für den Bootsführerschein fällt er regelmäßig durch, ein prägender Running Gag der Serie. SpongeBobs Markenzeichen ist sein Ausruf: „Ich bin bereit!“.
Patrick Star
ist ein geistig schwerfälliger, rosafarbener Seestern und seit frühester Kindheit SpongeBobs bester Freund. Er wohnt unter einem Stein mit einer Antenne aus Rohrholz in derselben Straße wie SpongeBob. Er trägt grün-lilafarbene Bermuda-Shorts mit Hawaii-Muster. Patrick geht keiner geregelten Beschäftigung nach; wenn er überhaupt einen Minijob annimmt, verliert er diesen meist noch am selben Tag wieder. Patrick verbringt seine Zeit meist mit Fernsehen, Essen, Schlafen oder gemeinsam mit SpongeBob, mit dem er in erster Linie die Vorliebe für das Quallenfischen teilt. Seine Tollpatschigkeit und Trägheit sind oft der Auslöser für unangenehme Situationen, in die er SpongeBob und Umstehende regelmäßig bringt. In manchen (vor allem neueren) Episoden wird allerdings der Eindruck vermittelt, dass Patrick mit Absicht gemein ist.
Thaddäus Quentin Tentakel
(im englischen Original Squidward Quentin Tentacles) ist ein graugrüner, aufrecht gehender Tintenfisch mit großer Nase, der SpongeBob nicht ausstehen kann. Er wohnt zwischen SpongeBob und Patrick in einer Osterinselfigur. Thaddäus ist mürrisch, sarkastisch, hochmütig und selbstsüchtig. Er arbeitet als Kassierer in der Krossen Krabbe und hasst seinen Beruf, was sich auch in deutlichem Desinteresse (z. B. Zeitschriften lesen während der Arbeit) und herabwürdigendem Verhalten gegenüber der Kundschaft äußert. Außerdem drückt er sich gern vor allen unangenehmen Arbeiten und wälzt sie auf SpongeBob ab. Seine Erfüllung findet er im Klarinettenspiel, im Malen von Stillleben und Selbstporträts sowie im Ausdruckstanz. Thaddäus wünscht sich, reich und berühmt zu sein, Haare auf dem Kopf zu haben und neben anderen Nachbarn als SpongeBob und Patrick zu wohnen. Sein Erzfeind ist Siegbert Schnösel, ebenfalls ein Tintenfisch, dem er seinen Erfolg und Reichtum neidet.
Eugene Herbert Krabs
meist nur Mr. Krabs genannt, ist eine korallenrote Krabbe und der Eigentümer und Leiter der Krossen Krabbe. Er wohnt zusammen mit seiner Tochter Perla in einem großen, ankerförmigen Haus. Er trägt Jeanshose und ein blaues Hemd. Mr. Krabs’ Gedanken und Begierden drehen sich hauptsächlich um Bargeld, um seine Tochter und um seinen Erzfeind Plankton. Sein wichtigster Besitz ist die geheime Rezeptur des beliebten Krabbenburgers. Mr. Krabs ist unerträglich geizig, seine Geldgier geht mitunter so weit, dass er seine eigenen Angestellten um ihren ohnehin schon mickrigen Lohn prellt oder sie gar bestiehlt. Im Gegenzug wird ihm seine Gier oft zum Verhängnis. So will beispielsweise in der Episode „Geizig bleibt geizig“ der Fliegende Holländer Eugene zur Strafe in den Spind von Davy Jones sperren. Auch fällt sein Geiz regelmäßig auf ihn zurück: So wird sein Restaurant wiederholt beschädigt oder niedergerissen, weil er entweder aus Geiz alles selbst machen will oder weil SpongeBob seine Anweisungen missverstanden hat.
Sheldon James Plankton
meist nur Plankton genannt, ist der bösartige und intelligente, aber erfolglose Besitzer des Restaurants Abfalleimer. Die Figur basiert auf der Klasse der Copepoda, winzigen Krebsen mit zwei Fühlern und einem Auge. Planktons Ziel ist es, das geheime Rezept für den Krabbenburger zu stehlen, womit er sein eigenes Restaurant beliebter machen will, in das bislang kaum ein zahlender Gast einkehrt. Die Pläne, mit deren Hilfe Plankton die Formel zu stehlen versucht, sind oft sehr komplex. In der Regel werden sie jedoch im letzten Moment von Mr. Krabs oder SpongeBob vereitelt oder scheitern an seiner geringen Körpergröße und Selbstüberschätzung. Alternativ scheitern sie an Kleinigkeiten, die bei den Plänen nicht bedacht wurden. Nebenher strebt Plankton die Weltherrschaft an. Plankton und Mr. Krabs waren als Kinder die besten Freunde, bis dieser in Konkurrenz zu Plankton als armer Junge den Krabbenburger in der Schule verkaufte.
Karen
ist die schnippische, aber treue Computerfrau von Plankton. Sie ist nach der Frau von Stephen Hillenburg benannt. Karen gibt Plankton Tipps, um an die Formel des Krabbenburgers zu kommen, worauf Plankton so tut, als ob die Ideen von ihm kämen. Quasi als Retourkutsche begleitet Karen Planktons Aktionen und Misserfolge mit gehässigen und schadenfrohen Kommentaren.
Sandra „Sandy“ Cheeks
ist ein weibliches Eichhörnchen aus Texas, das mit Unterstützung der NASA auf dem Meeresgrund wohnt. Sie lebt in einer Eiche, die in der Mitte unter einer wasserdichten Glaskuppel (ähnlich einer Biosphäre) wächst. Außerhalb der Kuppel trägt sie einen Raumanzug, der ihr das Atmen ermöglicht. Hauptberuflich ist Sandy eine begabte Erfinderin und Technikwissenschaftlerin. Hin und wieder beobachtet sie die Stadtbewohner und betreibt so etwas wie Verhaltensstudien. Sandy ist eine gute Freundin von SpongeBob und eine temperamentvolle und offenherzige Person. Sie betreibt Karate, Gewichtheben, Radsport und Wellenreiten. SpongeBob und Patrick können Sandys Kuppel nur mit einem wassergefüllten Goldfischglas über ihren Köpfen betreten.
Poppy Puff
meist nur Mrs. Puff genannt, ist eine Kugelfischdame und die Inhaberin der Bootsfahrschule. Sie hat glatte, blonde Haare und trägt ein kleines, blaues Hütchen, eine blaue Bluse und einen kurzen, roten Faltenrock. In der Episode „Krosse Liebe“ erfährt man, dass ihr Mann geangelt und als Lampe präpariert wurde, Mrs. Puff ist also Witwe. SpongeBob ist ihr mit Abstand unbegabtester Schüler. Er bringt sie regelmäßig zur Verzweiflung, weil er beim Fahrunterricht Unfälle mit katastrophalem Ausgang verursacht. Für Mrs. Puff ist das schon deshalb unangenehm, weil sie sich sehr schnell aufregt und sich infolgedessen in Kugelfischmanier aufbläst. Auch wurde sie durch SpongeBobs Schuld schon mehrmals verhaftet und ins Gefängnis gesteckt.
Perla Krabs
ist ein Pottwalmädchen mit blondem Pferdeschwanz und die Tochter von Mr. Krabs. Sie trägt ein Cheerleader-Kostüm, benutzt Lippenstift und benimmt sich pubertär. Sie leidet unter dem Geiz ihres Vaters und fühlt sich oft von ihm vor ihren Freundinnen vorgeführt (in der Regel nicht zu Unrecht).
Gary B. Schneckerich
ist SpongeBobs Hausschnecke. Er nimmt die Rolle einer Hauskatze ein und gibt Katzenlaute von sich, die SpongeBob mitunter als überlegte und intelligente Äußerungen interpretiert. Garys Intelligenz zeigt sich unter anderem in seiner Fähigkeit, Schuhe zu binden sowie in seinem Interesse für Poesie und den Politikteil der Tageszeitung. Er isst gerne Kekse, Schneckenfutter aus der Dose und Popcorn. Reagiert SpongeBob auf Garys Miauen nicht, so kann Gary auch mit Löwengebrüll auf sich aufmerksam machen.

### Nebenfiguren
Der Pirat Patchy
gespielt von Tom Kenny, tritt in einigen Episoden in Realfilmszenen zusammen mit seinem sprechenden Papagei Potty auf, der durch eine Marionette dargestellt wird. Die Realfilmszenen bilden die Rahmenhandlung der jeweiligen Folge. Patchy ist ein großer SpongeBob-Fan und Vorsitzender des Fanclubs. Patchy und Potty leben in Encino.
Meerjungfraumann und Blaubarschbube
sind zwei pensionierte Superhelden, die im Altersheim leben. Meerjungfraumann zeigt Symptome von Demenz, der jüngere Blaubarschbube ist pessimistisch und cholerisch. In ihrer geheimen Basis befinden sich eine Waffensammlung und ein unsichtbares Bootmobil. Ihre größten (und gefährlichsten) Fans sind SpongeBob und Patrick.
Atomflunder
ist einer der Erzfeinde von Meerjungfraumann und Blaubarschbube, der mittlerweile im Ruhestand ist. Reizt man ihn, kann er jedoch immer noch seinen brennenden Atom-Atem einsetzen.
Drecksackblase
ist einer der Erzfeinde von Meerjungfraumann und Blaubarschbube. Seine Stärke resultiert aus seiner enormen Oberflächenspannung. Allerdings kann er mit einem spitzen Gegenstand zum Platzen gebracht werden.
Mantarochen
ist ein weiterer Erzfeind von Meerjungfraumann und Blaubarschbube. Er ist der gefährlichste aller Bösewichte und arbeitet gelegentlich mit der Drecksackblase zusammen.
Der fliegende Holländer
ist der grün leuchtende Geist eines Piraten, der auf seinem Geisterschiff über die Meere segelt und Leute erschreckt. Er ist etwas aufbrausend, kann aber auch kooperativ und kompromissbereit sein.
König Neptun
ist der oberste Herrscher der Unterwasserwelt. Der Name ist angelehnt an den römischen Wassergott Neptun und wird u. a. von SpongeBob oft in Phrasen wie „Ach, du heiliger Neptun!“ verwendet.
Larry von Lobster
ist ein muskulöser, selbstverliebter Hummer, der in der Goo-Lagune als Rettungsschwimmer arbeitet. Er ist mit Sandy und Don dem Wal befreundet. Seine Hobbys sind Gewichtheben und Volleyball. Er geht gerne ins Fitnessstudio.
Fred
Ein regelmäßig auftretender, olivfarbener Fisch mit brauner Hose, der stets Opfer von SpongeBobs und Patricks Missgeschicken wird. Fred erlangte Bekanntheit als Running Gag, weil er bei jeder sich bietenden Gelegenheit „Mein Bein! Mein Bein!“ (seltener: „Meine Augen! Meine Augen!“) im Hintergrund ruft. Im Deutschen wurde der Gag nur in den Episoden „Prüfungsangst“, „Die Aufsichtsperson“, „Tanz’ den Schwamm“, „Imitatoren“ und im ersten Film umgesetzt, obwohl er in sehr vielen Episoden auftritt.
Painty
synchronisiert von Hans Teuscher, ist das Piratenporträt, das jeweils zu Beginn einer Episode gezeigt wird.
Der alte Jenkins
ist ein stadtbekannter Greis, der in der Krossen Krabbe zu essen pflegt. Er kommt in vielen Episoden vor, jedoch wechselt sein Aussehen dabei immer wieder. Außerdem hat er immer wieder wechselnde Berufe.
Mrs. Betsy Krabs
ist die Mutter von Mr. Krabs. Sie verwöhnt gerne ihren Sohn und will es nicht so richtig wahrhaben, dass er bereits erwachsen ist. Sie wohnt in einem ankerförmigen Haus, das im Gegensatz zu dem blauen Haus ihres Sohnes rosafarben ist.
Oma Schwammkopf und Opa Schwammkopf
sind SpongeBobs Großeltern. SpongeBob besucht seine Oma regelmäßig. Opa Schwammkopf taucht in der Serie nicht auf, aber sieht seinem Enkelsohn sehr ähnlich. SpongeBob zitiert in Gedanken hin und wieder seine Lebensweisheiten. Oma Schwammkopf hat einen runden Kopf und weiße Haare.
Mutter Schwammkopf und Vater Schwammkopf
sind SpongeBobs Eltern. Sie wohnen außerhalb von Bikini Bottom und treten daher nur sehr selten auf. Im Gegensatz zu ihrem Sohn besitzen weder Mutter noch Vater Schwammkopf eine viereckige Form.
Siegbert Schnösel
ist ein Bekannter von Thaddäus Tentakel, den er seit der Highschool kennt, und wie dieser ein Tintenfisch. Siegbert ist Millionär und hat alles erreicht, wovon Thaddäus je geträumt hat. Taucht Siegbert auf, versucht Thaddäus stets, ihn zu beeindrucken. Siegbert besitzt sogar seinen eigenen Fanclub.
Sergeant Sam Roderick
er wird eingesetzt, nachdem Mrs. Puff in der Fahrschule gefeuert wird, um SpongeBob zu unterrichten. Er ist ein Hai und besitzt einen militärischen Tonfall. Schlussendlich scheitert auch er an SpongeBobs Fahrkünsten.
Kabel Jau
ist ein Kabeljau und einer der bekanntesten Nachrichtensprecher von Bikini Bottom, dementsprechend ist er oft im Fernsehen präsent.
Jacques Cousteau (Erzähler)
Jacques (englisch: Jean-Michel Cousteau) ist der Erzähler, der manche Folgen einleitet und außerdem die Zeittafeln vorliest. Er hat einen starken französischen Akzent. Er ist angelehnt an den französischen Meeresforscher Jacques-Yves Cousteau.

## Synchronisation
Die deutsche Synchronisation der Serie entsteht bei der EuroSync GmbH, bis Staffel 12 bei der Deutschen Synchron in Berlin. Die Dialogbücher schrieb von 2002 bis 2010 Matthias Müntefering, seitdem übernehmen dies Mike Betz und Sabine Régé-Turo, die zusammen mit Frank Schröder und Stefan Fredrich auch für die Dialogregie verantwortlich sind.
Zu Beginn der damaligen Castings war man von Anfang an entschlossen, den Kabarettisten Santiago Ziesmer für die Rolle von SpongeBob Schwammkopf zu besetzen. Da man aber eine schnelle Verbindung mit der Rolle von Steve Urkel aus der US-amerikanischen Sitcom Alle unter einem Dach vermutete, die ebenfalls von Ziesmer synchronisiert wurde, entschied man sich erst für ein deutschlandweites Casting, infolgedessen Personen aus Berlin, München oder Hamburg gecastet wurden. Nachdem die Probeaufnahmen nach Amerika gesendet wurden, fiel die Entscheidung jedoch schnell für Ziesmer.
Am 29. Mai 2011 wurde bekannt, dass MTV den jahrelangen Stammsprecher von Patrick Star, Marco Kröger, entlassen hat, weil er vom Sender eine Vergütung abhängig von der Menge des eingespielten Geldes der Serie gefordert hatte. Dessen Nachfolger, Fritz Rott, wurde am 16. November 2011 von SpongePedia namentlich bekanntgegeben.
Im Laufe der Jahre wurden weitere Synchronsprecher umbesetzt. Im Oktober 2014 verstarb Thaddäus’ Sprecher Eberhard Prüter während der Synchronaufnahmen für den Film SpongeBob Schwammkopf 3D. Im Film übernahm Tobias Lelle die Rolle, während in der Serie Joachim Kaps als neuer Sprecher besetzt wurde. Die Sprecherin von Mrs. Puff, Rita Engelmann, ging 2016 in den Ruhestand, seitdem wird ihre Rolle von Sonja Deutsch gesprochen. 2018 verstarb Planktons langjähriger Sprecher Thomas Petruo, sein Nachfolger wurde Sebastian Christoph Jacob. Im August 2023 starb Mr. Krabs’ langjähriger Sprecher Jürgen Kluckert, an seine Stelle trat Axel Lutter. Anfang Mai 2024 wurde der Tod vom langjährigen Sprecher von Larry dem Hummer, Jörg Hengstler, bekannt gegeben. Sein Nachfolger Matti Klemm ist bereits einen Monat vor Hengstlers Todesmeldung ab Folge 294 zu hören gewesen.

### Hauptfiguren
| Name                           | Originalsprecher                                               | Deutscher Synchronsprecher                                        |
| ------------------------------ | -------------------------------------------------------------- | ----------------------------------------------------------------- |
| Robert „SpongeBob“ Schwammkopf | Tom Kenny                                                      | Santiago Ziesmer                                                  |
| Gary B. Schneckerich           | Tom Kenny Dee Bradley Baker (Folge 15) Keith David (Folge 226) | Santiago Ziesmer Nicolas Böll (Folge 15) Tilo Schmitz (Folge 226) |
| Patrick Star                   | Bill Fagerbakke                                                | Marco Kröger (Staffel 1–7) Fritz Rott (ab Staffel 8)              |
| Thaddäus Q. Tentakel           | Rodger Bumpass                                                 | Eberhard Prüter (Folge 1–189) Joachim Kaps (ab Folge 190)         |
| Eugene H. Krabs                | Clancy Brown                                                   | Jürgen Kluckert (Folge 1–282) Axel Lutter (ab Folge 284)          |
| Sheldon J. Plankton            | Mr. Lawrence                                                   | Thomas Petruo (Folge 3–230) Sebastian Jacob (ab Folge 232)        |
| Karen Plankton                 | Jill Talley                                                    | Susanne Geier                                                     |
| Sandra „Sandy“ Cheeks          | Carolyn Lawrence                                               | Cathlen Gawlich                                                   |
| Mrs. Poppy Puff                | Mary Jo Catlett                                                | Rita Engelmann (Folge 4–182) Sonja Deutsch (ab Folge 190)         |
| Perla Krabs                    | Lori Alan                                                      | Sabine Winterfeldt                                                |

### Nebenfiguren
| Name                                        | Originalsprecher                                                | Deutscher Synchronsprecher |
| ------------------------------------------- | --------------------------------------------------------------- | --- |
| Painty                                      | Stephen Hillenburg                                              | Hans Teuscher (Folge 21–124) Holger Löwenberg (Folge 206) Rafael Albert (Folge 279)                                                      |
| Meerjungfraumann                            | Ernest Borgnine                                                 | Karl Schulz |
| Meerjungfraumann                            | Adam West (jung)                                                | Gerald Paradies (jung) |
| Blaubarschbube                              | Tim Conway                                                      | Uwe Paulsen (Folge 6–94) Hasso Zorn (Folge 114–180)                                                                                      |
| Blaubarschbube                              | Burt Ward (jung)                                                | Konrad Bösherz (jung) |
| Mantarochen                                 | John Rhys-Davies Bob Joles                                      | Hans-Werner Bussinger (Staffel 2–6) Tilo Schmitz (Staffel 5) Kai Henrik Möller (ab Staffel 7) Michael Bauer (Staffel 8)                  |
| Drecksackblase                              | Charles Nelson Reilly (in Staffel 1) Tom Kenny (ab Staffel 3)   | Karl-Heinz Grewe (in Staffel 1) Reinhard Kuhnert (Staffel 3–9) Lutz Schnell (ab Staffel 12)                                              |
| Fliegender Holländer                        | Brian Doyle-Murray                                              | Hans Teuscher (Folge 13–162) Axel Lutter (ab Folge 220)                                                                                  |
| Larry der Hummer/Larry von Lobster          | Mr. Lawrence                                                    | Jörg Hengstler (Folge 2–284) Rüdiger Kluck (Staffel 13) Matti Klemm (ab Folge 294)                                                       |
| Mama Krabs                                  | Paul Tibbitt Sirena Irwin                                       | Marianne Lutz (Folge 38–103) |
| Mama Tentakel                               | Dee Bradley Baker (in Staffel 1) Rodger Bumpass (ab Staffel 4)  | Eberhard Prüter (Folge 19–70) Joachim Kaps (ab Folge 212)                                                                                |
| Siegbert Schnösel                           | Dee Bradley Baker                                               | Eberhard Prüter (Folge 35–135) |
| Margarethe Schwammkopf                      | Sirena Irwin                                                    | Margot Rothweiler |
| Harald Schwammkopf                          | Tom Kenny                                                       | Frank-Otto Schenk (Folge 5–159) Hans Bayer (Folge 254) Hans Hohlbein (ab Folge 283)                                                      |
| Oma Schwammkopf                             | Marion Ross                                                     | Christel Merian (in Staffel 2) Astrid Bless (in Staffel 5) Gabriele Schramm-Philipp (in Staffel 7) Eva-Maria Werth (in Staffel 8)        |
| Blubberbernd                                | Dee Bradley Baker                                               | Engelbert von Nordhausen (in Staffel 1) Sven Fechner (ab Staffel 9)                                                                      |
| Der alte Jenkins                            | Dee Bradley Baker (Staffel 3–9) John Gegenhuber (ab Staffel 11) | Karl-Heinz Grewe (in Staffel 3) Rainer Gerlach (ab Staffel 9)                                                                            |
| Kabel Jau / Perch Perkins / Freddie Flunder | Dee Bradley Baker                                               | Hans-Jürgen Dittberner (einige Folgen in Staffel 1–7) Michael Bauer (Staffel 8–12) Lucas Wecker (ab Staffel 13) Viktor Neumann (1. Film) |
| Echt aussehender Fischkopf                  | Mr. Lawrence                                                    | Erich Räuker (Folge 20) K. Dieter Klebsch (Folge 39) Klaus Lochthove (Folge 44)                                                          |
| Neptun                                      | John O’Hurley Sergio Ristie                                     | Hubertus Bengsch (Folge 19) Eberhard Haar (Folge 126) Tilo Schmitz (Folge 230) Hans-Werner Bussinger (1. Film)                           |
| Kumpelblase                                 | Brad Abrell                                                     | Marco Kröger (in Staffel 2) Michael Pan (in Staffel 8) Klaus-Peter Grap (in Staffel 11)                                                  |
| Patchy, der Pirat                           | Tom Kenny                                                       | Michael Pan Rafael Albert (Gesang) |
| Potty, der Papagei                          | Stephen Hillenburg Paul Tibbitt                                 | Gerald Schaale (in Staffel 2) Hans-Jürgen Dittberner (ab Staffel 3)                                                                      |
| Jacques Cousteau (Erzähler)                 | Tom Kenny                                                       | Michael Pan |

### Gastfiguren
| Name                               | Originalsprecher         | Deutscher Synchronsprecher           |
| ---------------------------------- | ------------------------ | ------------------------------------ |
| Förster                            | Dee Bradley Baker        | Stefan Staudinger                    |
| Reg                                | Thomas F. Wilson         | Martin Keßler                        |
| Kevin, die Seegurke                | Dee Bradley Baker        | Hans-Jürgen Dittberner Rafael Albert |
| Gerd G. Geldspeicher               | Dee Bradley Baker        | Tom Deininger                        |
| Betrügerischer Fisch               | Dee Bradley Baker        | Bernd Schramm                        |
| Quatschtütenwürger                 | Thomas F. Wilson         | Engelbert von Nordhausen             |
| Sergeant Sam Roderick              | Robin Sachs              | Detlef Bierstedt                     |
| Professor Percy                    | Christopher Ryan         | Norbert Gescher                      |
| Dr. Marmelade                      | Nigel Planer             | Reinhard Scheunemann                 |
| Lord Reginald                      | Rik Mayall               | Lothar Blumhagen                     |
| Carl                               | C. H. Greenblatt         | Marcel Collé                         |
| Le Pfannenwender                   | Dee Bradley Baker        | Georg Tryphon                        |
| Dr. Karl Kieme                     | Rodger Bumpass           | Uwe Büschken                         |
| Meister Udon                       | Pat Morita               | Rüdiger Evers                        |
| Kitzelkämpfer                      | Tom Kenny                | Uli Krohm                            |
| Der eklige Ed                      | Rodger Bumpass           | Tom Deininger                        |
| Mr. Fitz                           | Dee Bradley Baker        | Bodo Wolf                            |
| Ned                                | Dee Bradley Baker        | Tobias Müller                        |
| Miss Duttfisch                     | Andrea Martin            | Karin Buchholz                       |
| Anführer der Bläschen-Platzer-Boys | Ray Liotta               | Bernd Vollbrecht                     |
| Cousin BlackJack                   | John DiMaggio            | Tilo Schmitz                         |
| Onkel Captain Blue                 | Garnett Sailor           | Hasso Zorn                           |
| Jim                                | Patton Oswalt            | Stefan Fredrich                      |
| General                            | R. Lee Ermey             | Gerald Paradies                      |
| Stanley Schwammkopf                | Christopher Guest        | Rainer Fritzsche                     |
| Mr. WasGehtSieDasAn                | Dee Bradley Baker        | Frank Ciazynski                      |
| Werner M. Wahnsinnsfisch           | Greg Baldwin             | Tom Deininger                        |
| Opa Rotbart                        | Dennis Quaid             | Uli Krohm                            |
| Nat                                | Dee Bradley Baker        | Jesco Wirthgen                       |
| JKL                                | Johnny Depp              | David Nathan                         |
| LKH                                | David Bowie              | Lothar Blumhagen                     |
| Stefan                             | Dee Bradley Baker        | Edwin Gellner                        |
| Angry Jack                         | Dee Snider               | Lutz Schnell                         |
| Königin Amphitrite                 | Victoria Beckham         | Christin Marquitan                   |
| Triton                             | Sebastian Bach           | Nico Sablik                          |
| Zeus                               | Dee Bradley Baker        | Wilhelm-Rafael Garth                 |
| Planktons Großmutter               | Laraine Newman           | Eva-Maria Werth                      |
| Madame Schleimaal                  | Kristen Wiig Jill Talley | Cathlen Gawlich                      |
| Ma Angler                          | Amy Sedaris              | Isabella Grothe                      |
| Krieger aus alten Tagen            | Dee Bradley Baker        | Klaus-Peter Grap                     |
| Samantha Star                      | Bill Fagerbakke          | Marco Kröger                         |
| Tony Flott Jr.                     | Mr. Lawrence             | Julius Jellinek                      |
| Bill                               | Rodger Bumpass           | Stefan Gossler                       |
| Frederick T. Tinnef                | Dee Bradley Baker        | Engelbert von Nordhausen             |
| Fuzzy Acorns                       | Rich Fulcher             | Lutz Schnell                         |
| Captain Stockfish                  | Rodger Bumpass           | Axel Lutter                          |
| Herr von Paragraph                 | Bill Faggerbake          | Christoph Banken                     |
| Colonel Carper                     | Andy Samberg             | Michael Iwannek                      |
| Johnny Krill                       | Johnny Knoxville         | Bernhard Völger                      |
| Captain Frostbecher                | Michael McKean           | Frank Röth                           |
| Kenny der Kater                    | Biz Markie               | Julien Haggège                       |
| Boss der Firma                     | Frank Ferrante           | Erich Räuker                         |
| Siggi Seepocke                     | Bob Barker               | Sven Gerhardt                        |
| Oswald McNulty                     | Dee Bradley Baker        |                                      |
| Karl Korallenwächter               | Jeff Bennett             | Johannes Berenz                      |
| Bargelda                           | Sirena Irwin             |                                      |
| Eugenie                            | Betty White              | Luise Lunow                          |
| Marina                             | Jill Taley               | Maria Hönig                          |
| Nocturna                           | Aubrey Plaza             | Anne Helm                            |
| Nixie                              | Sirena Irwin             | Laurine Betz                         |
| Sharkface                          | Henry Winkler            | Fabian Oscar Wien                    |
| Lonnie                             | Michael McKean           | Nico Sablik                          |
| Ronnie                             | Clancy Brown             |                                      |
| Donnie                             | David Lander             | Julius Jellinek                      |
| Arno Anrüchig                      | James Arnold Taylor      | Michael Pan                          |
| Steffen, der Sensenmann            | Bill Faggerbake          | Rafael Albert                        |
| Don Grouper                        | Jon Hamm                 | Sascha Rotermund                     |
| Älterer Polizist                   | Ed Asner                 | Uli Krohm                            |
| Langflosse Wittling                | Joe Pantoliano Tom Kenny | Hans Hohlbein                        |
| Speiseeiskönig                     | Peter Browngardt         | Marco Kröger                         |
| Knuddel K. Kuschel                 | Jeff Garlin              | Detlef Bierstedt                     |
| Sir Seeigel                        | Kevin Michael Richardson | Frank Schröder                       |
| Schneck Scheiter                   | Tom Kenny                | Michael Pan                          |
| Thaddina                           | Jill Taley               | Betty Förster Julia Bautz            |
| Weihnachtsmann                     | Lewis Black              | Reinhard Scheunemann Michael Pan     |

## Staffeln

### Ausstrahlung
Die englische Erstausstrahlung erfolgte auf Nickelodeon. Die deutschsprachige Erstausstrahlung erfolgte in den ersten drei und einigen Folgen der vierten Staffel auf Super RTL. Seit der Folge 74 der vierten Staffel erfolgte die deutschsprachige Erstausstrahlung auf dem deutschen Sender von Nickelodeon, Nick (2010–2017 Nickelodeon) bzw. auf dessen Pay-TV-Ableger Nicktoons (bis 2010 Nick Premium).

### Filme/Specials
| Film/Special     | Originaltitel                                       | US-Erstausstrahlung | Deutscher Titel                                      | Dt. Erstausstrahlung |
| ---------------- | --------------------------------------------------- | ------------------- | ---------------------------------------------------- | -------------------- |
| 1                | Christmas Who?                                      | 6. Dezember 2000    | Weihnachten unter Wasser                             | 6. Dezember 2002     |
| 2                | Shanghaied                                          | 9. März 2001        | Geisterfahrer                                        | 2. Oktober 2002      |
| 3                | Party Pooper Pants                                  | 17. Mai 2002        | SpongeBobs Hausparty                                 | 15. September 2003   |
| 4                | Ugh                                                 | 5. März 2004        | SpongeBob in der Steinzeit                           | 18. September 2003   |
| 5                | The Sponge Who Could Fly                            | 21. März 2003       | Der fliegende Schwamm                                | 25. September 2003   |
| 1. Kinofilm      | The SpongeBob SquarePants Movie                     | 17. November 2004   | Der SpongeBob Schwammkopf Film                       | 23. Dezember 2004    |
| 6                | Have You Seen This Snail?                           | 11. November 2005   | Haben Sie diese Schnecke gesehen?                    | 22. Januar 2006      |
| 7                | Dunces and Dragons                                  | 20. Februar 2006    | Der edle Ritter                                      | 7. Mai 2006          |
| 8                | Friend or Foe                                       | 13. April 2007      | Freund oder Verräter?                                | 21. April 2008       |
| 1. Fernsehfilm   | Atlantis SquarePantis                               | 12. November 2007   | SpongeBobs atlantisches Abenteuer                    | 18. August 2008      |
| 9                | Pest of the West                                    | 11. April 2008      | Die Pest von Wildwest                                | 15. Februar 2008     |
| 10               | WhoBob WhatPants – What Ever Happened to SpongeBob? | 13. Oktober 2008    | WasBob WoKopf? – SpongeBob verzweifelt gesucht       | 19. Juli 2009        |
| 11               | SpongeBob vs. The Big One                           | 17. April 2009      | Die Welle zurück                                     | 10. April 2009       |
| 2. Fernsehfilm   | Truth or Square                                     | 6. November 2009    | Eiskalt entwischt                                    | 5. Dezember 2009     |
| 12               | The Clash of Triton                                 | 5. Juli 2010        | Der 5000. Geburtstag                                 | 13. November 2010    |
| 13               | SpongeBob’s Last Stand                              | 22. April 2010      | Rettet die Quallenfelder                             | 22. April 2010       |
| 14               | Back to the Past                                    | 15. Februar 2010    | Früher war Früher früher                             | 13. März 2010        |
| 15               | The Great Patty Caper                               | 11. November 2010   | Das große Zugabenteuer                               | 1. Mai 2011          |
| 16               | Frozen Face Off                                     | 15. Juli 2011       | Unter Null unter Wasser                              | 21. Januar 2012      |
| 17               | A SquarePants Family Vacation                       | 11. November 2011   | Einmal Chaos und zurück                              | 14. Juli 2012        |
| 18               | Ghoul Fools                                         | 21. Oktober 2011    | Geisterdeppen                                        | 27. Oktober 2012     |
| 19               | It’s a SpongeBob Christmas!                         | 23. November 2012   | SpongeBobs Weihnachten                               | 8. Dezember 2012     |
| 20               | Hello Bikini Bottom!                                | 8. Oktober 2012     | Hallo Bikini Bottom                                  | 9. März 2013         |
| 21               | It Came From Goo Lagoon                             | 17. Februar 2014    | Es kam aus der Goo-Lagune                            | 18. April 2015       |
| 22               | SpongeBob You’re Fired                              | 11. November 2013   | Vom Grill verjagt                                    | 15. März 2014        |
| 2. Kinofilm      | The SpongeBob Movie: Sponge Out of Water            | 6. Februar 2015     | SpongeBob Schwammkopf 3D                             | 19. Februar 2015     |
| 23               | Goodbye, Krabby Patty?                              | 20. Februar 2017    | Adieu, Krabbenburger?                                | 4. März 2017         |
| 24               | Feral Friends                                       | 7. Oktober 2017     | Verwilderte Freunde                                  | 12. Januar 2018      |
| 25               | The Legend of Boo-kini Bottom                       | 13. Oktober 2017    | HA-HA-Halloween                                      | 5. Juni 2018         |
| 26               | Goons on the Moon                                   | 25. November 2018   | Trottel im Weltall                                   | 24. Dezember 2018    |
| 27               | Squirrel Jelly                                      | 18. November 2018   | Quallenfischer-Stress                                | 25. Februar 2019     |
| 28               | Swamp Mates                                         | 11. April 2020      | Sumpf-Kumpel                                         | 8. August 2020       |
| 3. Fernsehfilm   | SpongeBob’s Big Birthday Blowout                    | 12. Juli 2019       | SpongeBobs große Geburtstagssause                    | 13. Juli 2019        |
| 29               | Handemonium                                         | 23. November 2019   | Handämonium                                          | 25. März 2020        |
| Musical          | The SpongeBob Musical: Live on Stage!               | 7. Dezember 2019    | The SpongeBob Musical: Live on Stage!                | 24. Mai 2020         |
| 30               | Escape from Beneath Glove World                     | 18. Januar 2020     | Flucht aus der Handschuh-Unter-Welt                  | 16. Mai 2020         |
| 31               | Krusty Koncessionaires                              | 7. November 2020    | Krosse Konzessionäre                                 | 10. Dezember 2020    |
| 3. Kinofilm      | The SpongeBob Movie: Sponge on the Run              | 4. März 2021        | SpongeBob Schwammkopf: Eine schwammtastische Rettung | 5. November 2020     |
| 32               | SpongeBob’s Road to Christmas                       | 10. Dezember 2021   | SpongeBobs Weihnachtsreise                           | 13. November 2022    |
| 33               | Squidferatu                                         | 14. Oktober 2022    | Nosferatu                                            | 4. Dezember 2022     |
| 34               | Dopey Dick                                          | 29. Juni 2023       | Fischmaels Abenteuer                                 | 20. November 2023    |
| 1. Spin-off-Film | Saving Bikini Bottom: The Sandy Cheeks Movie        | 2. August 2024      | Rettet Bikini Bottom: Der Sandy Cheeks Film          | 2. August 2024       |
| 4. Fernsehfilm   | Kreepaway Kamp                                      | 10. Oktober 2024    | Kamp Grusel                                          | 10. Oktober 2024     |
| 35               | Snow Yellow                                         | 11. November 2024   | Schneegelbchen                                       | 11. November 2024    |
| 36               | Sandy’s Country Christmas                           | 2. Dezember 2024    | Sandys Familien-Weihnachten                          | 2. Dezember 2024     |
| 2. Spin-off-Film | Plankton: The Movie                                 | 7. März 2025        | Plankton: Der Film                                   | 7. März 2025         |

### Home-Media-Veröffentlichungen
Neben den (Halb-)Staffel-Veröffentlichungen wurden auch DVDs mit einzelnen herausgesuchten Folgen unter speziellen Titeln veröffentlicht. Von April bis Oktober 2014 wurden in Deutschland die acht Komplettstaffeln in chronologischer Reihenfolge der Folgen durch Paramount Home Entertainment herausgebracht. Zudem erschien eine Gesamtbox, welche die ersten acht Staffeln enthält.
Vereinigte Staaten
- Staffel 1 erschien am 28. Oktober 2003
- Staffel 2 erschien am 19. Oktober 2004
- Staffel 3 erschien am 27. September 2005
- Staffel 4.1 erschien am 12. September 2006
- Staffel 4.2 erschien am 9. Januar 2007
- Staffel 4 komplett erschien am 13. November 2012
- Staffel 5.1 erschien am 4. September 2007
- Staffel 5.2 erschien am 18. November 2008
- Staffel 5 komplett erschien am 13. November 2012
- Staffel 6.1 erschien am 8. Dezember 2009
- Staffel 6.2 erschien am 7. Dezember 2010
- Staffel 6 komplett erschien am 13. November 2012
- Staffel 7 erschien am 6. Dezember 2011
- Staffel 8 erschien am 12. März 2013
- It’s a SpongeBob Christmas (dt. SpongeBobs Weihnachten) erschien am 15. Oktober 2013 auf Blu-ray
- Staffel 9 erschien am 10. Oktober 2017
- Staffel 10 erschien am 15. Oktober 2019
- Staffel 11 erschien am 31. März 2020
- Staffel 12 erschien am 12. Januar 2021
- Staffel 13 erschien am 5. Dezember 2023

Großbritannien
- Staffel 1 erschien am 7. November 2005
- Staffel 2 erschien am 23. Oktober 2006
- Staffel 3 erschien am 3. Dezember 2007
- Staffel 4 erschien am 3. November 2008
- Staffel 5 erschien am 16. November 2009
- Staffel 6 erschien am 29. November 2010
- Staffel 7 erschien am 17. September 2012
- Staffel 8 erschien am 28. Oktober 2013

Deutschland
- Staffel 1 erschien am 3. April 2014
- Staffel 2 erschien am 3. April 2014
- Staffel 3 erschien am 3. April 2014
- Staffel 4 erschien am 3. Juli 2014
- Staffel 5 erschien am 3. Juli 2014
- Staffel 6 erschien am 3. Juli 2014
- Staffel 7 erschien am 2. Oktober 2014
- Staffel 8 erschien am 2. Oktober 2014

## Veröffentlichungsgeschichte
SpongeBob Schwammkopf wird vom US-amerikanischen Kindersender Nickelodeon produziert. Nach einer Vorpremiere am 1. Mai 1999 läuft die Serie dort seit dem 17. Juli 1999.
In Deutschland wurde die Serie vom 23. August 2002 bis zum 10. September 2006 auf Super RTL gezeigt und bis zum 29. Juni 2009 wiederholt. Die Ausstrahlung umfasste die ersten 73 Folgen. Grund für die Einstellung der Ausstrahlung war der Verlust der Lizenzrechte. Diese liegen für Deutschland seither ausschließlich bei Viacom, dem Mutterkonzern von Nick Deutschland, wo die Sendung seit Sendebeginn des Kanals am 12. September 2005 ausgestrahlt wird. Zudem wurde die Serie 2003 und 2004 im Sommer sonntags nachts auf RTL gezeigt. 2009 und 2010 waren einzelne Ausgaben auch auf MTV zu sehen und vom 14. September 2009 bis zum 7. September 2014 wurde SpongeBob Schwammkopf auch auf VIVA gezeigt. Der Pay-TV-Sender Nicktoons Deutschland strahlt die Serie ebenfalls aus. Nach einer längeren Ausstrahlungspause wird SpongeBob wieder seit dem 29. Februar 2016 auf Nicktoons gezeigt (MTV, VIVA und Nicktoons gehören wie Nickelodeon zum Viacom-Konzern). In der Schweiz wurde die Serie lange Zeit im mittlerweile eingestellten Nickelodeon-Fenster auf SRF zwei ausgestrahlt und nach längerer Pause wieder ins Programm aufgenommen. Zuletzt lief sie dort im Juni 2010, wobei sie bis zu Episode #109 ausgestrahlt wurde. In Österreich war die Serie zwischen 2004 und 2011 auf ORF eins bis Episode #94 zu sehen. Seit April 2020 strahlt Comedy Central die Serie wochentags ab 7:15 aus. Ab dem 31. Mai 2021 zeigt auch Super RTL wieder die Sendung, die Premieren laufen weiterhin im Programm von Nick.
Der erste Spielfilm Der SpongeBob Schwammkopf Film lief am 19. November 2004 in den US-Kinos an, in Deutschland am 23. Dezember 2004. Im September 2008 folgte SpongeBobs atlantisches Abenteuer, im Dezember 2009 der dritte Film namens Eiskalt entwischt. Mit der bestellten neunten Staffel soll auch die 200-Episoden-Hürde überschritten werden. 2015 kam der zweite Kinofilm, SpongeBob Schwammkopf 3D (OT: The SpongeBob Movie: Sponge Out of Water), erstmals auch in stereoskopischem 3D, in die Kinos. 2020 ist der dritte Film unter dem Titel SpongeBob Schwammkopf: Eine schwammtastische Rettung erschienen.
Auf Nick lief außerdem oft in den Werbepausen ein Ableger von SpongeBob Schwammkopf: Dein Horoskop mit Thaddäus (im engl. Original Astrology with Squidward). Dort stellen die verschiedenen Figuren Sternzeichen dar und Thaddäus liest das Horoskop vor.
Nickelodeon zog 2021 zwei geplante Episoden der 12. Staffel infolge durch die COVID-19-Pandemie verursachten Empfindlichkeiten zurück. Die Episode „Die Schluckauf-Plage“ handelt davon, dass eine Krankheit ausbricht, bei der ein ansteckender Schluckauf die Bewohner Bikini Bottoms befällt. In der Episode „Krosse Quarantäne“ kommt es zum Ausbruch einer Krankheit in der Krossen Krabbe, der zur Quarantäne führt. In Deutschland wurde „Die Schluckauf-Plage“ jedoch bereits am 17. Januar 2021 gesendet. Die Episode „Krosse Quarantäne“ lief in Österreich und der Schweiz unangekündigt am 5. April 2021. Beide Episoden werden seit April 2022 regulär in den USA ausgestrahlt.

## Rezeption und Kritik

### Moderne gesellschaftliche Betrachtungen
Laut Robert Keser, Autor im Bright Lights Film Journal, kann SpongeBob als Candide des 21. Jahrhunderts bezeichnet werden, der einerseits alle Lebenslagen mit großem Optimismus meistert und eine Lebenslust hat, die teilweise schon manische Züge annimmt, aber andererseits auch in eine kindliche Hilflosigkeit verfallen kann. Dabei verheimlicht er seine Emotionen nicht, sondern zeigt sie stets offen. Nicht selten spiegeln diese in einer sehr einfachen Darstellungsweise typische Probleme unserer Gesellschaft wider. SpongeBob unterstützt seine Ansichten oft durch markante Sprüche und setzt seine Haltung nicht zuletzt damit durch. In der Episode Harte Schale, weicher Kern wird er zunächst dadurch bloßgestellt, dass er Seifenblasen und Quallenfischen mag, bis sich am Ende herausstellt, dass auch die anderen Figuren Geheimnisse haben, die nicht zu ihrer gelebten Männlichkeit passen.

### Kontroversen um SpongeBobs sexuelle Neigung
US-amerikanische Medien berichteten im Januar 2005 darüber, dass konservativ-christliche Gruppen in den USA behaupteten, SpongeBob sei homosexuell. Der Hintergrund davon war, dass James C. Dobson, Gründer der christlichen Organisation Focus on the Family, öffentlich ein Musikvideo angriff, das für Toleranz gegenüber Minderheiten, Menschen anderer Hautfarbe und sexueller Orientierung warb. Bei dem Video handelte es sich um eine Neuauflage des Hits We Are Family von 1979, in dem neben SpongeBob verschiedene Figuren aus dem Kinderfernsehen auftreten. Das Video stammte von einer gemeinnützigen Organisation, die Nile Rodgers, der Autor des Liedes, nach den Terroranschlägen vom 11. September 2001 ins Leben rief. Dobson nutzte bei seiner Aktion den Bekanntheitsgrad von SpongeBob aus, um die politischen Ziele seiner Organisation bei Familien mit Kindern bekannt zu machen.
In der US-amerikanischen Schwulenkultur gilt SpongeBob, wie auch beispielsweise Tinky-Winky von den Teletubbies, schon seit Längerem als schwule Figur. Sein übertriebener Optimismus, seine emotionale Persönlichkeit, sein nicht selten weichlich wirkendes Verhalten und seine Vorliebe für bunte Inneneinrichtung passen zur Camp-Kultur, die in den USA als Lebensstil von großstädtischen Intellektuellen und Schwulen gilt.
Stephen Hillenburg, der Schöpfer von SpongeBob, lehnte solche Spekulationen jedoch ab. Für ihn waren SpongeBob und die anderen Figuren zwar „etwas seltsam“, aber „asexuell“ (haben also gar keine wirklichen sexuellen Interessen/Neigungen). Zudem wird in der Serie häufig gezeigt, dass SpongeBob dem weiblichen Geschlecht nicht abgeneigt scheint: So hegt er immer wieder eine heimliche Liebe zu seiner besten Freundin Sandy.
Am 13. Juni 2020 löste ein Instagram-Post von Nickelodeon anlässlich des Pride Month erneut Vermutungen aus, dass SpongeBob homosexuell sei. Das Bild zeigt SpongeBob und ist mit Regenbogenfarben überdeckt. Die Bildunterschrift des Postings „Celebrating Pride with the LGBTQ+ community and their allies this month and every month“, übersetzbar mit „Wir feiern Pride mit der LGBTQ+-Gemeinschaft und ihren Verbündeten diesen und jeden anderen Monat“, löste Spekulationen aus, der Post sei ein Eingeständnis seitens Nickelodeons. Im Posting zu sehen sind auch die bisexuelle Hauptfigur Korra aus Die Legende von Korra sowie Michael D. Cohen aus der Serie Henry Danger, der als Transgender lebt.

## Franchise
SpongeBob dient auch als Grundlage für weitere Produkte. Populär sind unter anderem Figuren und Computerspiele.
Vom 27. bis zum 29. August 2010 startete das erste SpongeBob Camp in Deutschland. Die 150 Plätze konnten auf der SpongeBob-Sommertour erspielt werden.
Im März 2011 erschien unter dem Titel BOB Musik – Das gelbe Album eine CD mit 16 Coverversionen bekannter Pophits. Das Album schaffte sofort bei Veröffentlichung den Einstieg in die deutschen Album-Charts von Media Control auf Platz 17. Der Track Lecker Lecker (eine Coverversion des Hits Waka Waka (This Time for Africa) von Shakira) konnte sich aufgrund von digitalen Downloadverkäufen ebenfalls platzieren. Er wurde auf Platz 43 der Singlecharts notiert.

## Internetkultur
SpongeBob-Schwammkopf-Memes spielen eine große Rolle in der Internetkultur. Auf Reddit hat r/BikiniBottomTwitter mehr als vier Millionen Abonnenten, was es zu einem der beliebtesten Meme-Subreddits der Plattform macht. SpongeBob-Memes existierten seit es Social-Media-Plattformen gibt, weil viele Millennial- und Gen-Z-Meme-Ersteller mit SpongeBob aufgewachsen sind. Das Mocking-SpongeBob-Meme, das wohl das bekannteste Meme ist, das die Show hervorgebracht hat, wird seit seinem Erscheinen im Jahr 2017 in den sozialen Medien häufig als Instrument verwendet, um Absurditäten hervorzuheben. Basierend auf einem Screenshot aus der neunten Staffel von SpongeBob Schwammkopf mit dem Titel Little Yellow Book verwandelte das Mocking-SpongeBob-Meme den Charakter SpongeBob in eine Figur, die ein Huhn imitiert.

## Diskografie

### Alben
| Jahr | Titel                                 | Höchstplatzierung, Gesamtwochen, AuszeichnungChartplatzierungen (Jahr, Titel, Platzierungen, Wochen, Auszeichnungen, Anmerkungen) | Höchstplatzierung, Gesamtwochen, AuszeichnungChartplatzierungen (Jahr, Titel, Platzierungen, Wochen, Auszeichnungen, Anmerkungen) | Höchstplatzierung, Gesamtwochen, AuszeichnungChartplatzierungen (Jahr, Titel, Platzierungen, Wochen, Auszeichnungen, Anmerkungen) | Anmerkungen                                            |
| Jahr | Titel                                 | DE | AT | CH | Anmerkungen                                            |
| ---- | ------------------------------------- | --- | --- | --- | ------------------------------------------------------ |
| 2009 | SpongeBob                             | — | AT6 Gold · (30 Wo.)AT | — | Erstveröffentlichung: 13. März 2009 Verkäufe: + 10.000 |
| 2009 | SpongeBob’s Greatest Hits             | — | AT63 (1 Wo.)AT | — | Erstveröffentlichung: 17. Juli 2009                    |
| 2011 | BOBmusik – Das gelbe Album            | DE12 Gold · (29 Wo.)DE | AT1 Platin · (28 Wo.)AT | CH42 (8 Wo.)CH | Erstveröffentlichung: 25. Mai 2011 Verkäufe: + 120.000 |
| 2011 | BOBmusik – Das gelbe Winteralbum      | — | — | — | Erstveröffentlichung: 25. November 2011                |
| 2012 | SpongeBob – Das blaue Album           | DE28 (9 Wo.)DE | AT4 (12 Wo.)AT | CH59 (2 Wo.)CH | Erstveröffentlichung: 9. März 2012                     |
| 2013 | Bob Star – Das total abgedrehte Album | DE6 (13 Wo.)DE | AT3 Gold · (13 Wo.)AT | — | Erstveröffentlichung: 15. März 2013 Verkäufe: + 7.500  |
| 2013 | Bob Hits – Das allerbeste Album       | DE92 (1 Wo.)DE | AT25 (3 Wo.)AT | — | Erstveröffentlichung: 4. Oktober 2013                  |
| 2014 | Mein Gedudel                          | DE15 (8 Wo.)DE | AT5 (8 Wo.)AT | — | Erstveröffentlichung: 21. März 2014                    |
| 2015 | Das SuperBob Album                    | DE18 (10 Wo.)DE | AT10 (9 Wo.)AT | CH100 (1 Wo.)CH | Erstveröffentlichung: 13. Februar 2015                 |
| 2016 | SpongeBob – Das schwammose Album      | DE13 (5 Wo.)DE | AT12 (5 Wo.)AT | — | Erstveröffentlichung: 26. Februar 2016                 |
| 2017 | SpongeBob – Der Meister grillt        | DE12 (4 Wo.)DE | AT16 (4 Wo.)AT | — | Erstveröffentlichung: 24. März 2017                    |
| 2018 | Tief im Ozean                         | DE16 (5 Wo.)DE | AT28 (4 Wo.)AT | — | Erstveröffentlichung: 2. März 2018                     |
| 2019 | Das Gelbe vom Schwamm                 | DE16 (5 Wo.)DE | AT21 (3 Wo.)AT | — | Erstveröffentlichung: 29. März 2019                    |
| 2020 | Quallendisco                          | DE18 (8 Wo.)DE | AT62 (3 Wo.)AT | — | Erstveröffentlichung: 6. März 2020                     |
| 2021 | Schwammtastisch                       | DE16 (1 Wo.)DE | AT33 (1 Wo.)AT | — | Erstveröffentlichung: 5. März 2021                     |
| 2023 | Radio Bikini Bottom                   | DE31 (3 Wo.)DE | — | — | Erstveröffentlichung: 10. März 2023                    |
| 2025 | Ragga Ding Dong!                      | — | AT67 (1 Wo.)AT | — | Erstveröffentlichung: 21. März 2025                    |

### Singles
| Jahr | Titel Album                                     | Höchstplatzierung, Gesamtwochen, AuszeichnungChartplatzierungen (Jahr, Titel, Album, Platzierungen, Wochen, Auszeichnungen, Anmerkungen) | Höchstplatzierung, Gesamtwochen, AuszeichnungChartplatzierungen (Jahr, Titel, Album, Platzierungen, Wochen, Auszeichnungen, Anmerkungen) | Höchstplatzierung, Gesamtwochen, AuszeichnungChartplatzierungen (Jahr, Titel, Album, Platzierungen, Wochen, Auszeichnungen, Anmerkungen) | Anmerkungen                        |
| Jahr | Titel Album                                     | DE | AT | CH | Anmerkungen                        |
| ---- | ----------------------------------------------- | --- | --- | --- | ---------------------------------- |
| 2011 | Lecker Lecker BOBmusik – Das gelbe Album        | DE43 (6 Wo.)DE | AT45 (2 Wo.)AT | — | Erstveröffentlichung: 25. Mai 2011 |
| 2011 | Hummer BOBmusik – Das gelbe Album               | — | — | — | Erstveröffentlichung: Juni 2011    |
| 2012 | Da kommt ein U-Boot SpongeBob – Das blaue Album | — | — | — | Erstveröffentlichung: 9. März 2012 |

- Darüber hinaus wurde Das Original-Hörspiel zur TV-Serie mit der Folge 1 und der Folge 2 jeweils mit einer Goldenen Schallplatte in Deutschland ausgezeichnet.

## Trivia
Eine 2011 erstmals wissenschaftlich beschriebene Pilzart, die Spongiforma squarepantsii, wurde aufgrund der Ähnlichkeit mit SpongeBob Schwammkopf nach ihm benannt.
Bis zur achten Staffel wurden die Folgen in 4:3 und in SD produziert (Ausnahmen: Eiskalt entwischt, SpongeBobs Weihnachten und Der SpongeBob Schwammkopf Film), ab der neunten Staffel in 16:9 und in HD.

## Auszeichnungen
Die Serie hat folgende Preise gewonnen:
- Annie Awards
- Best Animated Television Production (2005)
- Best Writing in an Animated Television Production (2006)
- Nickelodeon Kids’ Choice Awards
- Best Cartoon (2003, 2004, 2005, 2006, 2007, 2009, 2010, 2011, 2012, 2013, 2014, 2015, 2016, 2017)
- Golden Reel Award
- Best Sound Editing in Television Animation – Music (2000, 2001, 2002, 2003)
- Best Sound Editing in Television Animation – Music (2000, 2003, 2004)
- Nominierung: Creative Arts Emmy Awards (2007)[31] für die Folge Zwangsurlaub / Perücken-Panik

## Spin-Offs
Es gibt zwei Ablegerserien, die beide 2021 erschienen:
- Kamp Koral: SpongeBobs Kinderjahre[32]
- Die Patrick Star Show[33]